# Tarnogóra-Kolonia
Tarnogóra-Kolonia – kolonia w Polsce położona w województwie lubelskim, w powiecie krasnostawskim, w gminie Izbica.
W latach 1975–1998 miejscowość administracyjnie należała do województwa zamojskiego.06
Wieś stanowi sołectwo gminy Izbica. Według Narodowego Spisu Powszechnego (III 2011 r.) wieś liczyła 280 mieszkańców.
Wierni Kościoła rzymskokatolickiego należą do parafii św. Zofii w Tarnogórze.